# 軍事力
军事力指军事方面的能力，国家及类似集团可对其内外对象行使的暴力。
军事力也称为武力 (Armed force)、防卫力 (Defense potential)、战争能力 (War potential) ，但在本条目中统称为军事力。
军事力由军队、准军事部队、警察、民兵组织等直接行使。然而，现代战争及国防已经呈现总体战的态势，可动员人口、经济力、技术力、外交力等综合国力构成的潜在军事力也已成为重要要素。在现代，国家的军事力也是国力的重要组成部分之一，作为达成政治目的、保卫国家利益的最终手段而受到重视。
警察是分化自军队的旨在维持国内治安的组织，因此常不被纳入军事力的范畴，但从根本上说，警察是通过维持社会秩序从而保护国家权益的暴力组织。由于现代世界中恐怖主义等非对称作战、低强度战争的增加，军事力及警力的界线再度模糊。

## 军事力的存在意义
人类的历史，便是战争不断重复的历史。力量才是正义的观念在近现代国家并不被接受，但不具备受到正常管理的军事力的国家也无法享有永久的自由与和平。
在近代法治国家，政府负责保障其国民的安全，但时至今日，保障整个人类社会和平的国际机构仍未诞生。为此，各国均保有相应的军事力以维持自身的和平与独立。为了使世界各国维持和平与和谐，从而实现全人类的利益，与经济力和国际信誉相应的军事力必不可少。
如果一个国家军事力过大，其经济将难以为继而造成国际信誉丧失。另一方面，如果军事力过小，不仅会面临被他国直接侵略、间接侵略的威胁，其货币汇率也会受到低估，在外交谈判中也无法发挥平等的谈判权。
军事力与经济力在国家财政上的恰当支出比例在经济学层面上得到了一些研究，但由于必须考虑内政、外交、资源储量、经济增长率、人口、周边可造成直接威胁的国家的军事力等众多复杂条件，因此尚未能得出具体数值。

## 機能
军事力机能主要在于与国家安全相关的牵制、强制和抵抗，但实际上其机能相当复杂。
牵制以自身军事力牵制敌方的军事行动，使对方在计划阶段权衡风险和成本后放弃将其付诸实行的机能。冷战中的核武器开发竞赛就更类似于牵制力的竞争。
強制通过自身军事力强制改变对方意愿的机能。行使军事力进行威慑的情况也属此列。近年来，在某种程度上使用这种强制力的有限战争时有发生。
抵抗对对方的军事威慑、行动加以抵抗的机能。在以专守防卫为军事战略的日本、瑞典、瑞士等国，其军事组织在编制和训练方面针对此条基本战略进行了强化。
武力纷争（战争）的实行能力只是军事力所具备的多种能力之一。除此之外，军事力还具有以下机能。
- 外交机能
  - 独立国家的威信和象征
  - 国家的国防层面上必要的牵制、强制和抵抗能力
- 国际机能
  - 达成政治目的的机能
  - 强化军事影响力
  - 武力攻击
  - 向他国出口武器、进行各种军事援助
  - 交换留学生及军人互访
  - 与外国进行联合演习
  - 经济支援
  - 强制外交等等
- 国内机能
  - 维持治安
  - 平息内战和政变
  - 为国家活动提供支援
  - 协助民生行动
  - 对国民进行国防教育
  - 技术开发
- 其他机能
  - 联合国维持和平部队
  - 维和行动

## 構成
现代的军事力主要由軍隊构成，但国家军事力由各个领域支撑，因此现在更强调综合国力。

### 基本構成
现代的军事力在地球上的海、陆、空、宇宙等所有空间同时展开，因此实际上无法将其割裂考虑，但海陆空战力作为其基本构成，一般还是照此区分和理解。（战力是军事力中主要指战斗方面的实际战斗力的概念）
陆军力陆地方面的战力，是唯一可通过支配陆地从而支配该地域内的人类的战力。其主要代表为陸軍。从主动方面而言可实施军事占领，被动方面则可实行抵抗。
海军力海洋方面的战力，可确保海洋权益、执行沿海海域的防御。主要代表为海軍。主动方面可实施力量投射、通商破坏，被动方面可进行海上防卫。
空军力空中方面的军事力，是可凭借高度打击力及速度形成牵制力的战力。主要代表为空軍。主动方面可进行战略轰炸，被动方面可进行防空。

### 具体構成
軍隊
军事力的最直接贡献者。其主要构成要素有确保陆上区域的陸軍、确保海上航路的海軍、确保空域的空軍、运用弹道导弹的战略军等等。另外，近年来由于恐怖攻击频发、民族纷争、游击战及镇压此类行为的非对称作战和迅速投入通常战力的低强度战争的增加，各国越发重视应对此类情况的特种部队，纷纷致力于其组建和培养。此外，各国也都在不给财政造成过大负担的前提下维持着后备军事动员这一预备兵力。预备役是恢复战时损失、保存民间先进技术、于战时组建新战力的基础，具有重要的意义。
准军事部队
主要职责在于平息国家内战、维持治安或保卫边界的次要军事力。举例而言，美国的海岸巡防队、苏联的克格勃、瑞士的民间防卫队等邊防機構及警察组织、民兵就属于准军事部队。历史上，正规军的步兵部队也曾因需要而被编入警察这一准军事部队。另外，还有国家将軍隊和警察的任务一体化，整合成立了国家宪兵。这些组织在战争时期常常被作为軍隊的一部分进行组织和运用。
战略（战争指导）
对军事力的建设、运用的效率及妥当性有较大影响。与军事行动有关的事态绝不仅限于軍事方面，还包括外交、经济、战时体制、民事防护等多个层面。如何协调这些方面的政策、使其能有效发挥机能，很大程度上决定了战争中的实质军事力。现代概念中的战略大致分为若干等级。政治、经济、外交、文化、宗教等统一由政府考虑的战略称为国家战略，而軍事战略则是国家战略的下一个层级。军事战略决定如何维持牵制力以及在出事时如何调动军队。如果能合理确立此种战略，就能迅速而有序地做出与军事力相关的一系列决策，并在准备中维持统一性。此外需要注意的是，战略这个词在不同的时代和地域有不同的理念和定义。
指挥控制体系
国家，或者说軍隊的情报体系可谓是军事力的神经。指挥控制体系是指一整套的体系，这一体系将收集到的情报进行迅速的传达，高层在将该情报进行恰当的分析处理后加以判断，再将命令传达给下部组织。具体而言，早期警戒衛星等人造衛星和用于防空的雷达等设施相当于眼部、前线部队所装备的通信设备相当于神经，这些部分支撑起了指挥控制体系。该体系的精度左右着高层与末端的协作和控制。近年来，电脑技术取得了显著的发展，也给指挥控制体系带来了了巨大的变革，这在美军等国的再整编计划中也可以看到。美军将此种变革称为C4ISR，对此给予了高度的重视。具体而言，Command（指揮）,Control(控制）,Communication（通信）,Computing（电脑）,Intelligence（情报）,Surveillance（監視）,Reconaissancce（偵察）等7个项目是改革的对象。如果指挥控制体系存在缺陷，就会严重削弱部队在战时的运用和战况把握能力。
大規模殺傷性武器
大規模殺傷性武器因其戰略意義而被視為特殊的軍事力。特別是核武器，雖然其破壞（殺戮）能力淩駕於通常的軍事力，但卻有誘發核戰爭的可能性，所以其使用受到限制。因此，大規模殺傷性武器被認為是牽制這一概念上的軍事力。不過近年來，美国在戰術核武器方面的研究已有所進展，未來也可能有新型大規模殺傷性武器出現。不僅如此，除核武器之外、生物武器、化学武器也屬於大規模殺傷性武器的範疇。尤其是生物武器、化学武器便於製造，因此也被稱為窮人的核武器。這三類武器也被統稱為NBC武器（Nuclear、Biological、Chemical）。

## 外部連結
- UK Ministry of Defence Acquisition Operating Framework （页面存档备份，存于）
- European Union  IOC definition for INSPIRE data infrastructure